# 庫庫利吉特火山
63°35′38″N 170°22′56″W / 63.59389°N 170.38222°W
庫庫利吉特火山是美國的火山，位於聖勞倫斯島西部，由阿拉斯加州負責管轄，火山底座長40公里、寬30公里，海拔高度673米，山體在全新世時期形成。